# Friends (canção de Marshmello e Anne-Marie)
"Friends" (estilizada como FRIENDS) é uma canção do produtor Marshmello em colaboração com a cantora inglesa Anne-Marie. A canção foi escrita por Marshmello, Anne-Marie e Natalie Dun e produzida por Marshmello. Seu lançamento ocorreu em 9 de fevereiro de 2018 pela Joytime Collective e Asylum Records, como quinto single do álbum de estréia de Anne-Marie, Speak Your Mind (2018). O lyric video da música foi lançado no mesmo dia.

## Antecedentes
Em 5 de fevereiro, ambos os cantores postaram uma imagem referente ao single em suas redes sociais, além de relevar a data de lançamento. Em 7 de fevereiro de 2018, postaram um clipe curto contendo o áudio da canção. Durante entrevista ao jornal London Evening Standard, Anne-Marie disse que "a ideia veio de um garoto que eu conheço e que queria ser mais do que meu amigo, e eu reagi "quantas vezes vou ter que falar que somos apenas amigos?" Eu acho que seria interessante escrever uma música sobre isso porque não existem muitas canções sobre este assunto e pode funcionar para pessoas que estão solteiras no Dia dos Namorados. Eu não quero que ele saiba que a canção é pra ele porque é estranho. Eu me sinto um pouco má, mas estou tentando esquecê-lo e pensar no quão engraçada é a situação."

## Recepção crítica
Kat Bein, jornalista da Billboard, disse que a canção é uma mistura vasta de uma variedade de gêneros, escrevendo que "a cantora inglesa oferece uma performance mandona e que colocaria qualquer rabo entre as pernas, enquanto Marshmello toca violão sobre uma batida eletrônica de modo inteligente". Caitlin White, do site Uproxx, chamou a canção de incrível, "atingindo um nível inevitável do que aparentemente escutei de The Chainsmokers, além do equilíbrio perfeito entre o desdém e a agressão."

## Videoclipe
Dirigido por Hannah Lux Davis, o videoclipe da canção foi lançado em 16 de fevereiro de 2018. No clipe, Anne-Marie e um grupo de amigas dirigem uma festa. Assim que a festa acaba, Marshmello começa a limpar a casa para que não peçam que vá embora. No entanto, Anne-Marie insiste em expulsá-lo, mas ele encontra maneiras de voltar à casa, o que irrita Anne-Marie e suas amigas. A composição ecoa o conteúdo lírico da música, explorando a temática friend zone e a tentativa de Marshmello em ganhar o amor de Anne-Marie, enquanto ela só busca uma relação de amizade.

## Créditos
Os créditos foram adaptados do Tidal.
- Marshmello – composição, produção, programação
- Anne-Marie – composição, vocais
- Natalie Dunn – composição
- Stuart Hawkes – engenheiro principal
- Cameron Gower-Poole – engenheiro
- Michael Freeman – engenheiro assistente de mixagem
- Spike Stent – mixagem

## Posições
| Tabela musical (2018)                        | Melhor posição |
| -------------------------------------------- | -------------- |
| Austrália (ARIA)                             | 9              |
| Áustria (Ö3 Austria Top 40)                  | 8              |
| Bélgica (Ultratop 50 de Flandres)            | 11             |
| Bélgica (Ultratop 50 de Valônia)             | 28             |
| Canadá (Canadian Hot 100)                    | 5              |
| Canadá (Billboard)                           | 34             |
| Chéquia (IFPI da República Checa)            | 2              |
| Dinamarca (Tracklisten)                      | 16             |
| Finlândia (Suomen virallinen lista)          | 10             |
| França (SNEP)                                | 181            |
| Alemanha (Official German Charts)            | 2              |
| Grécia (IFPI da Grécia)                      | 8              |
| Hungria (Single Top 40)                      | 30             |
| Hungria (Stream Top 40)                      | 1              |
| Irlanda (IRMA)                               | 4              |
| Israel (Media Forest)                        | 6              |
| Itália (FIMI)                                | 68             |
| Letônia (Latvijas Top 40)                    | 4              |
| Malásia (RIM)                                | 5              |
| Países Baixos (Dutch Top 40)                 | 9              |
| Países Baixos (Single Top 100)               | 5              |
| Nova Zelândia (RMNZ)                         | 9              |
| Noruega (VG-lista)                           | 5              |
| Portugal (AFP)                               | 51             |
| Escócia (Official Charts Company)            | 9              |
| Eslováquia (IFPI da Eslováquia)              | 4              |
| Espanha (PROMUSICAE)                         | 77             |
| Suécia (Sverigetopplistan)                   | 7              |
| Suíça (Schweizer Hitparade)                  | 24             |
| Reino Unido (Official Charts Company)        | 4              |
| Estados Unidos (Billboard Hot 100)           | 11             |
| Estados Unidos (Billboard Mainstream Top 40) | 13             |
| Estados Unidos (Adult Top 40)                | 30             |
| Estados Unidos (Rhythmic)                    | 24             |